# 第2航空艦隊 (ドイツ空軍)
第2航空艦隊（だい2こうくうかんたい Luftflotte 2）は第二次世界大戦中のドイツ空軍の組織。航空艦隊はドイツ空軍における最大規模の編制であり、空軍最高司令部(OKL)の直接指揮を受ける。第2航空艦隊は1939年2月に設置され、ドイツ北西部を担当していた。
第二次世界大戦勃発時は東部戦線の第1航空艦隊および第4航空艦隊に戦力が集中され、弱体な兵力であった。ポーランド侵攻後に戦力が集中され、1940年のフランス侵攻やオランダの戦いに投入された。
フランス降伏後、ベルギーおよびフランス北部に再配置され、バトル・オブ・ブリテンにおいてイギリス本土への攻撃を行なった。バトル・オブ・ブリテンの失敗後は東部戦線中央部に配置された。1942年以降は、地中海方面へ配置され、地中海の戦いや北アフリカ戦線、イタリア戦線で戦っている。
戦力の損耗やドイツ本土防空戦力の強化のため、1944年9月に解体された。